# Montañas Cardamomo
Las Montañas Cardamomo o Yela Mala se localizan al sur del estado de Kerala, al sur de la India y como parte del macizo de las Ghats Occidentales. Su altura máxima alcanza los 2695 metros. Toman su nombre del primitivo cultivo del cardamomo, la pimienta y el café. En su perímetro se encuentra el conjunto de la reserva Cardamomo. Las Ghats Occidentales y el Periyar Sub-Cluster, que incluyen las Montañas Cardamomo, son sitio del Patrimonio Mundial de la Unesco.

## Geografía
El punto central las Montañas Cardamomo está aproximadamente a 9°52′N 77°09′E. Cubren unos 2800 km² de terreno montañoso con valles profundos e incluyen los desagües de los ríos Periyar, Mullayar y Pamba, que fluyen hacia el oeste. Incluye también Idukki Dam y Mullaperiyar Dam. Las Montañas Cardamomo unen las Anaimalai Hills al noroeste, las Palani Hills al noreste y el Pothigai al sur, hasta el paso de Aryankavu (9°N). La cresta de las montañas forma el límite entre Kerala y Tamil Nadu. Anamudi (2 695 m), en el Eravikulam National Park, es el pico más alto de las Ghats Occidentales y también el punto más alto en la India al sur del Himalaya.